# Haltere la Jocurile Olimpice de vară din 2024 - masculin 102 kg
Proba de haltere categoria 102 de kg masculin de la Jocurile Olimpice de vară din 2024 de la Paris a avut loc la data de 10 august 2024, la Paris Expo Porte de Versailles.

## Program
Orele sunt ora Franței (UTC+1) 
| Data                    | Oră   |
| ----------------------- | ----- |
| Sâmbătă, 10 august 2024 | 12:30 |

## Rezultate
| Loc | Sportiv              | Țară                       | Smuls (kg) | Smuls (kg) | Smuls (kg) | Smuls (kg) | Aruncat (kg) | Aruncat (kg) | Aruncat (kg) | Aruncat (kg) | Total |
| Loc | Sportiv              | Țară                       | 1          | 2          | 3          | Rezultat   | 1            | 2            | 3            | Rezultat     | Total |
| --- | -------------------- | -------------------------- | ---------- | ---------- | ---------- | ---------- | ------------ | ------------ | ------------ | ------------ | ----- |
| 1   | Liu Huanhua          | China                      | 178        | 183        | 186        | 186        | 220          | 228          | 233          | 220          | 406   |
| 2   | Akbar Djuraev        | Uzbekistan                 | 180        | 185        | 189        | 185        | 219          | 224          | 232          | 219          | 404   |
| 3   | Yauheni Tsikhantsou  | AIN                        | 176        | 178        | 183        | 183        | 214          | 219          | 228          | 219          | 402   |
| 4   | Garik Karapetyan     | Armenia                    | 180        | 186        | 186        | 186        | 212          | 218          | 218          | 212          | 398   |
| 5   | Irakli Chkheidze     | Georgia                    | 171        | 176        | 179        | 179        | 214          | 214          | 224          | 214          | 393   |
| 6   | Lesman Paredes       | Bahrain                    | 181        | 186        | 188        | 181        | 211          | 218          | 218          | 211          | 392   |
| 7   | Ramiro Mora Romero   | EOR                        | 161        | 166        | 168        | 166        | 201          | 206          | 210          | 210          | 376   |
| 8   | Wesley Kitts         | Statele Unite ale Americii | 167        | 172        | 177        | 172        | 202          | 210          | 210          | 202          | 374   |
| 9   | Jang Yeon-hak        | Coreea de Sud              | 173        | 179        | 180        | 173        | 200          | 211          | 221          | 200          | 373   |
| 10  | Döwranbek Hasanbaýew | Turkmenistan               | 180        | 187        | 188        | 180        | 190          | 190          | 200          | 190          | 370   |
| —   | Ahmed Abuzriba       | Libia                      | 164        | 169        | 170        | 164        | —            | —            | —            | —            | NT    |
| —   | Fares El-Bakh        | Qatar                      | 178        | 178        | 178        | —          | —            | —            | —            | —            | NT    |
| —   | Don Opeloge          | Samoa                      | 170        | 170        | 170        | —          | —            | —            | —            | —            | NT    |